# Basilica di San Lorenzo Maggiore
La basilica di San Lorenzo Maggiore (in napoletano Baseleca 'e San Lurenzo Maggiore) è una basilica monumentale di Napoli, tra le più antiche della città, ubicata nel centro antico, presso piazza San Gaetano. 
Il complesso religioso ospita l'allestimento del Museo dell'Opera di San Lorenzo Maggiore, che comprende inoltre l'accesso agli omonimi scavi archeologici.

## Storia
Nel 1235, papa Gregorio IX ratificò la concessione di una chiesa dedicata a san Lorenzo da erigere in città. All'epoca è documentata in città la presenza di almeno altre cinque chiese dedicate al santo, con quella del Foro, di epoca paleocristiana, assegnata ai frati francescani come edificio su cui sarebbe stato costruito il nuovo tempio.
Carlo I d'Angiò, a partire dal 1270, quindi poco tempo dopo la sua vittoria su Manfredi, iniziò a sovvenzionare la ricostruzione della basilica e del convento, in stile gotico. Ad architetti francesi si deve l'abside, prima parte edificata della chiesa, ritenuta unica nel suo genere in Italia ed esempio classico di gotico francese. Nel passaggio dall'abside alla zona del transetto e della navata si andò affermando invece uno stile maggiormente improntato al gotico italiano, segno del mutamento dei progettisti e delle maestranze avvenuto con il passare degli anni.

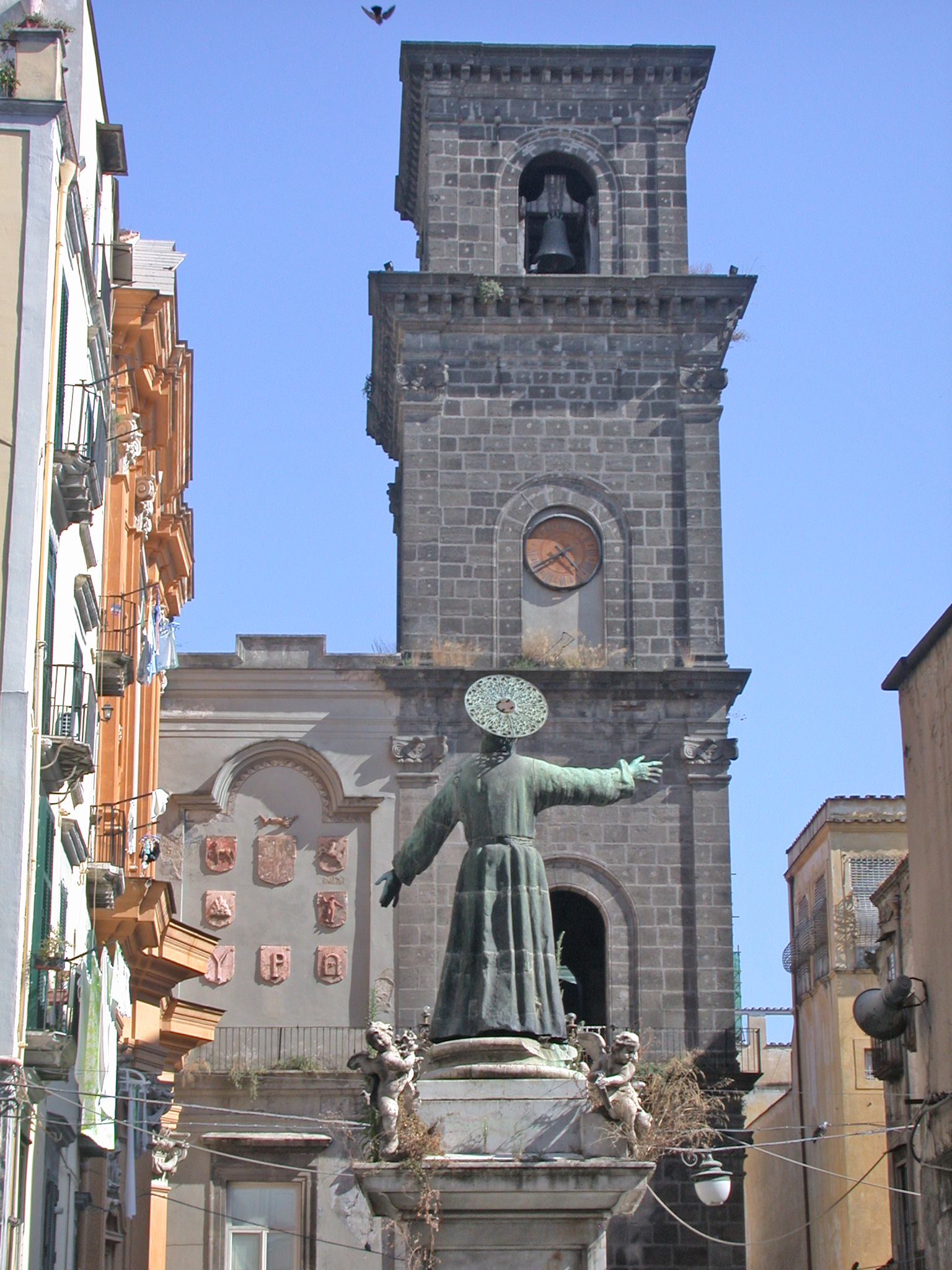
Il campanile dalla piazza San Gaetano

Negli anni successivi la basilica fu protagonista di importanti eventi storici per la città ed il regno più in generale: san Ludovico da Tolosa, rinunziatario al trono del padre Carlo II d'Angiò, a beneficio del fratello Roberto d'Angiò, fu infatti consacrato sacerdote in questa basilica. Altra consacrazione celebre fu quella di Felice Peretti, vescovo di Sant'Agata de' Goti, il futuro papa Sisto V.
Giovanni Boccaccio pare che qui si innamorò di Fiammetta, la bella Maria d'Aquino, figlia del re Roberto d'Angiò, sua musa ispiratrice, dopo averla vista nella basilica durante la messa del sabato santo del 1334.
A partire dal XVI secolo la basilica è stata oggetto di numerosi rimaneggiamenti dovuti anche ai danni dei terremoti o ai fatti storici che colpirono la città ed il convento; il chiostro divenne infatti deposito di armi dei Viceré spagnoli e nel 1547 il campanile fu posto sotto assedio dal popolo nella rivolta contro Pedro de Toledo. Altri eventi si ebbero poi anche nel secolo successivo, come nel 1647 quando i seguaci di Masaniello presero d'assalto la torre campanaria utilizzandola come avamposto di artiglieria contro gli spagnoli. I lavori di adeguamento, ad opera di architetti locali, previdero in questo secolo e nel XVIII rifacimenti barocchi, i quali interessarono in particolar modo la facciata della chiesa che fu totalmente rifatta nel 1742.
A partire dal 1882 i restauri, più volte interrotti e ripresi, sino all'ultimo, terminato nella seconda metà del XX secolo, cancellarono progressivamente le aggiunte barocche, ad eccezione della facciata e della controfacciata, opera di Ferdinando Sanfelice, della cappella Cacace e del cappellone di Sant'Antonio, opera di Cosimo Fanzago.
Tra gli anni cinquanta e anni sessanta del Novecento furono eseguite opere di consolidamento da Rusconi per bloccare il crollo delle mura attraverso un contrafforte e opere di cemento armato.

## Descrizione

### Esterno

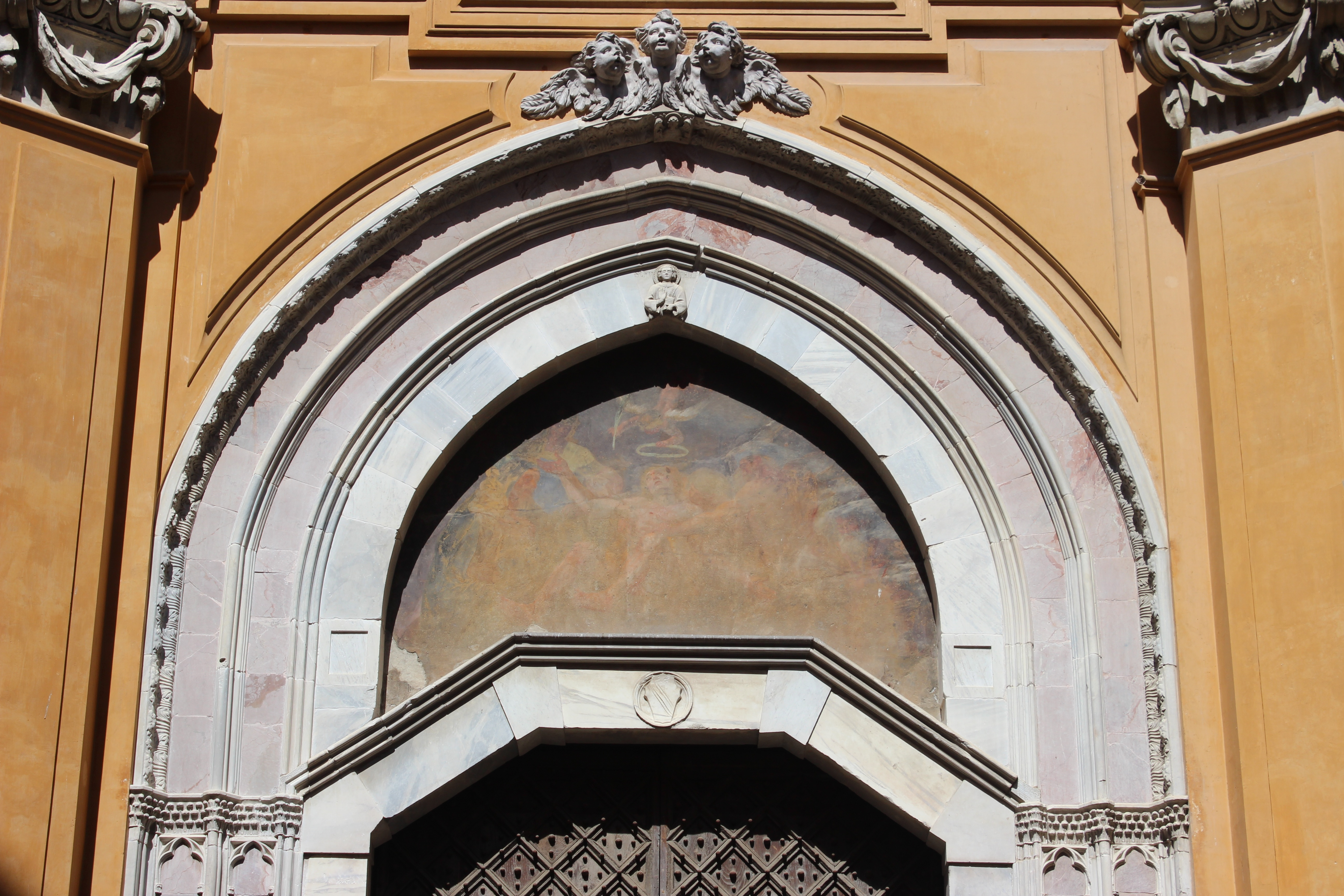
Particolare del portale gotico della chiesa

Il portale gotico offre alla vista gli originari battenti lignei trecenteschi, ciascuno suddiviso in 48 riquadri in un discreto stato di conservazione. La facciata invece risale al 1742 in piena epoca barocca ed è opera del Sanfelice.

### Interno

#### Navata e cappelle laterali
La basilica ha una pianta a croce latina lunga 80 metri con cappelle laterali che si affacciano sull'unica navata coperta, così come il transetto, a capriate.

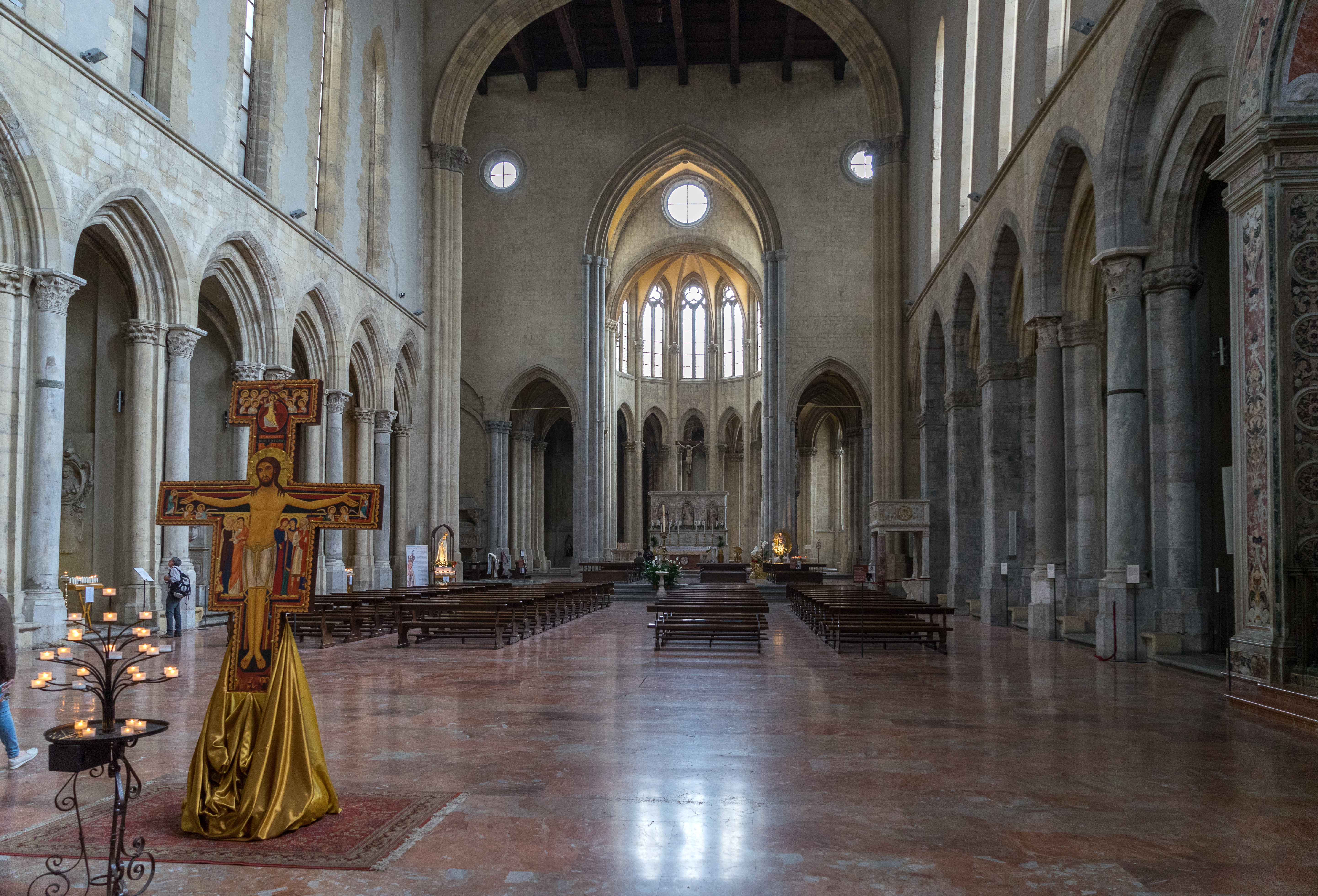
Interno

La controfacciata, in stile barocco, evidenziando come i lavori del Sanfelice del 1742 non avessero interessato solo l'aspetto esterno della chiesa bensì tutta la struttura portante, con conseguente rimaneggiamento anche della parete interna, vede a destra il sepolcro di Giambattista della Porta, mentre sopra il portale d'ingresso una Allegoria francescana di Francesco Curia.

██ Cappelle barocche
██ Deambulatorio gotico-francese

Nella basilica erano presenti in origine le due tavole di Colantonio, San Gerolamo nello studio del 1444 circa e la Consegna della regola francescana, del 1445 circa, e nell'ottava cappella a destra, il San Ludovico di Tolosa incorona il fratello Roberto d'Angiò di Simone Martini del 1317, poi tutte confluite al Museo Nazionale di Capodimonte.
All'interno trovano inoltre sepoltura diverse illustri personalità della storia napoletana: il filosofo e commediografo Giovanni Battista Della Porta, il cui monumento è nella controfacciata; Giovanni Barrile, letterato amico del Petrarca, nel deambulatorio; il marchese Giovanni Battista Manso, nella quarta cappella di destra; l'insigne musicista Francesco Durante, nel cappellone di Sant’Antonio nel transetto sinistro.
Le cappelle laterali sono sedici in totale, otto a sinistra e otto a destra, eterogenee nel gusto e dimensione, in particolar modo per le prime della navata, comunque non tutte riempite di opere al loro interno.
Tutte le cappelle laterali sono aperte sulla navata tramite archi acuti, ad eccezione della seconda di destra, che presenta invece un arco marmoreo a tutto sesto di gusto barocco napoletano. Le sale vedono all'interno principalmente il dominio dello stile gotico, i cui lavori decorativi sono stati eseguiti da artisti di scuola francese o napoletana; altre cappelle sono sostanzialmente spoglie, talune conservano pochi frammenti di cicli di affreschi trecenteschi, altre ancora invece fanno parte dei rimaneggiamenti avvenuti nei secoli successivi all'edificazione della chiesa esponendo quindi opere di matrice barocca, come la seconda cappella di destra, la prima e la seconda di sinistra.

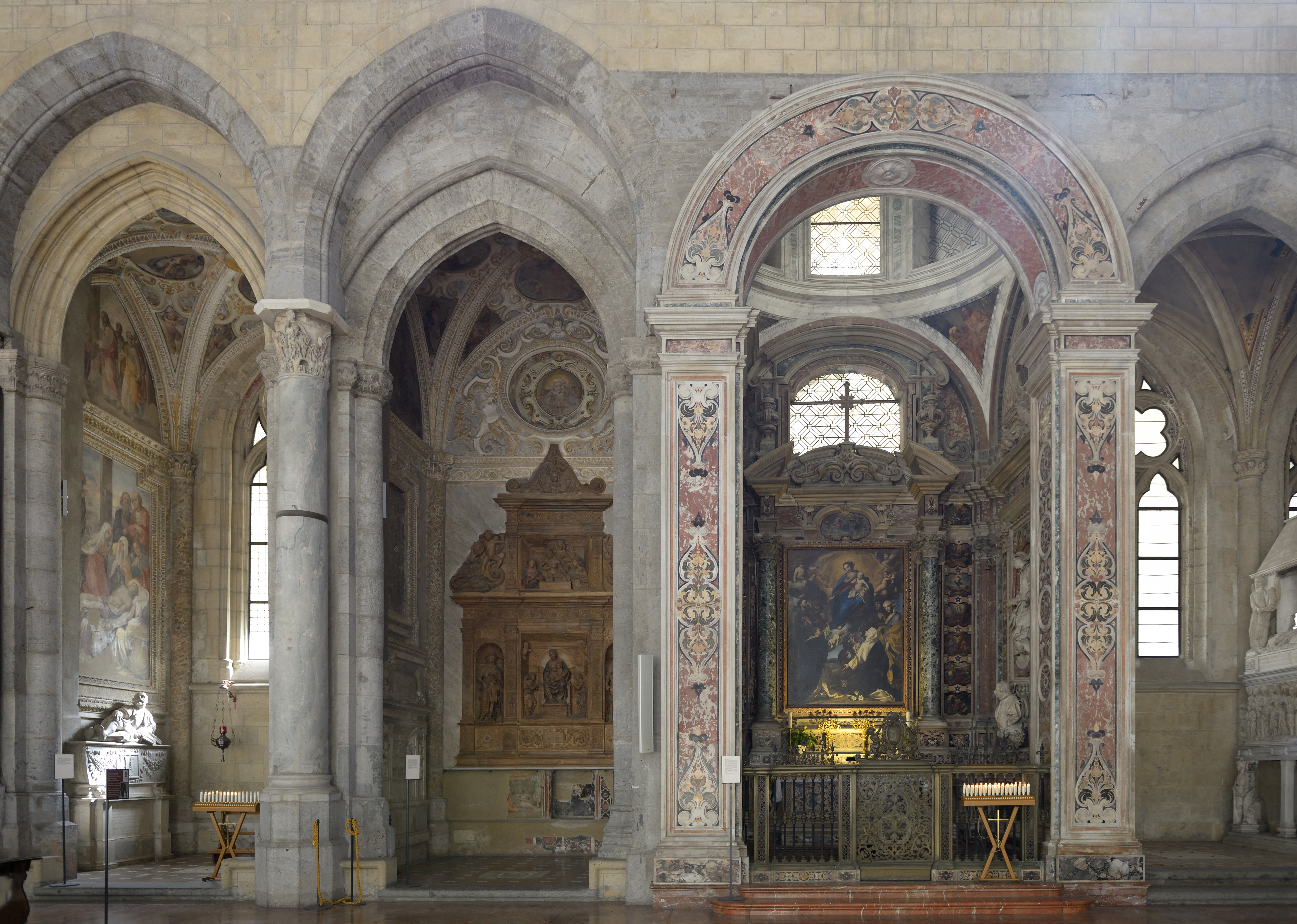
In successione da sinistra a destra: vista sulla quarta, terza, seconda (cappella Cacace) e parte della prima cappella del lato destro

Tra le principali cappelle laterali di sinistra sono: la prima cappella, dove sono collocati alcuni monumenti sepolcrali alla famiglia Carmignano dal XIV al XVIII secolo e una tela di Francesco De Mura raffigurante L'Angelo Custode. La seconda cappella presenta rifacimenti in marmo di gusto barocco eseguiti da Giorgio Marmorano, che per la cappella eseguì anche l'altare maggiore; la pala d'altare dell'Immacolata è invece di Paolo Finoglia. La quarta ospita un'Adorazione dei Magi di Marco dal Pino eseguita tra il 1551 e 1568 per la Chiesa del Gesù Vecchio, successivamente poi spostata all'interno della basilica di San Lorenzo, sicuramente già in cappella dal 1845. La quinta cappella costituisce il corridoio d'uscita laterale della chiesa, su via dei Tribunali, ai lati del quale vi sono due monumenti funebri del primo quarto del Cinquecento attribuiti a Giovan Tommaso Malvito. La sesta conserva monumenti funebri alla famiglia Pignone. L'ottava cappella invece si compone di monumenti funebri cinquecenteschi di Romolo Balsimelli a Vito Pisanelli e Giacomo Pisanelli.
Tra le principali cappelle di destra sono la prima, dove domina il monumento sepolcrale di Ludovico Aldomorisco, consigliere del re Ladislao di Durazzo, eseguito con gusto tardo-gotico dallo scultore Antonio Baboccio da Piperno che, completando l'opera nel 1421, vede in essa l'ultima sua opera documentata. La seconda cappella è di proprietà della famiglia Cacace e, completamente in stile barocco, è decorata da Cosimo Fanzago con la cancellata in ottone d'ingresso e contiene le tombe della famiglia Cacace con busti e statue eseguite da Andrea Bolgi intorno al 1653. Sulla parete frontale è una Madonna del Rosario, dipinto di Massimo Stanzione, mentre la volta è affrescata da Niccolò de Simone. La terza cappella contiene un pregevole polittico rinascimentale in terracotta di Domenico Napoletano con scene della Madonna col Bambino e san Rocco e san Marco, e più in alto una Pietà. La quarta presenta alle pareti e sulla volta affreschi di Onofrio De Lione e Luigi Rodriguez. La quinta cappella custodisce resti di affreschi trecenteschi alle pareti e due monumenti funebri cinquecenteschi o seicenteschi. Nella sesta si ammira il monumento funebre tardo-quattrocentesco di Alberico Bacio Terracina di ignoto scultore; mentre nella settima una tela del pittore romano Giuseppe Giampedi (datata 1778). Nella campata che separa la settima cappella e il vano che conduce al chiostro è collocato un pregevole pulpito cinquecentesco, caratterizzato sul fronte principale da un rilievo raffigurante Santa Caterina d'Alessandria davanti al tiranno Massimino e da un altarino sottostante sormontato dalla tavola coeva La Madonna con il Bambino tra i santi Caterina d'Alessandria e Stefano. 

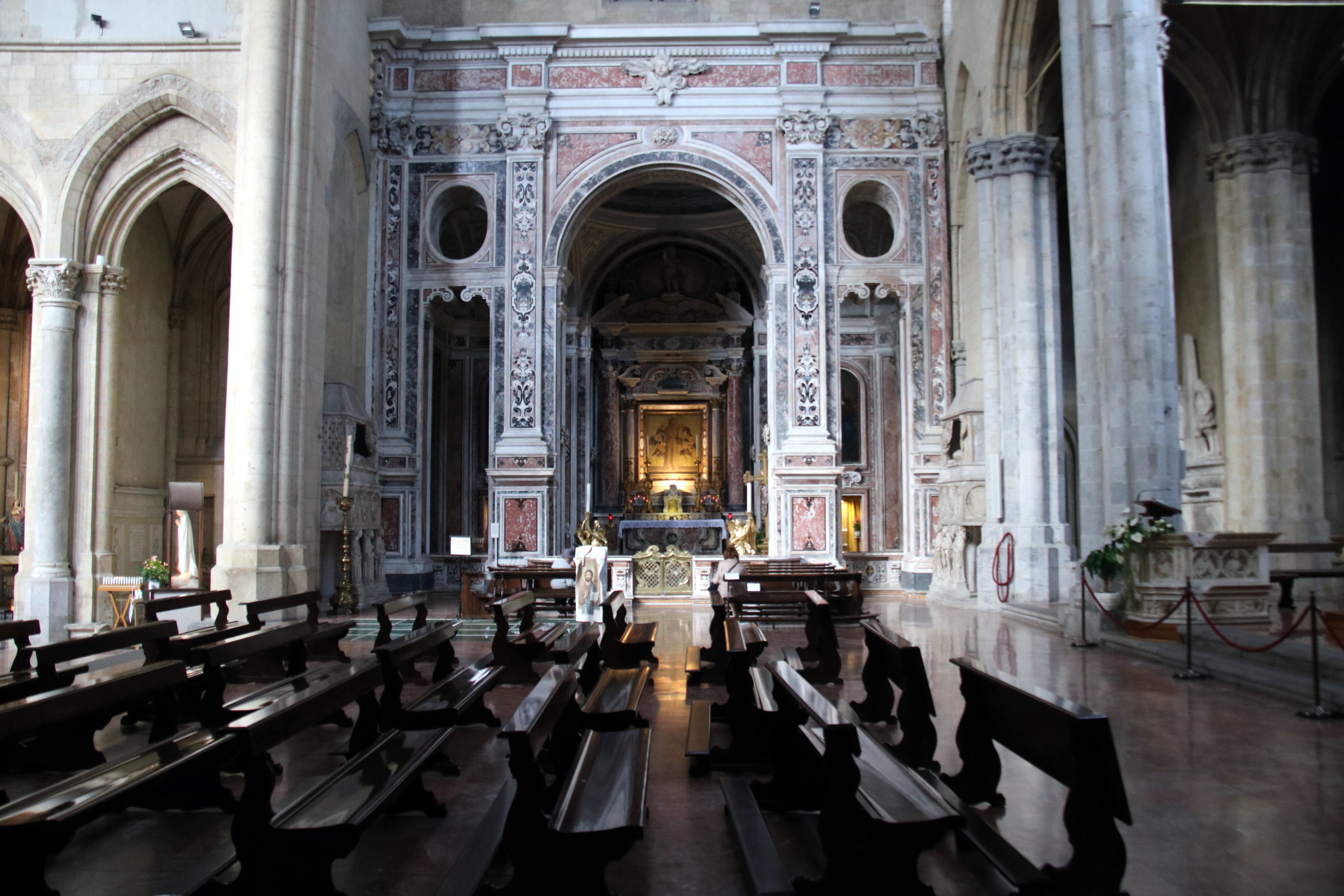
Cappellone di Sant'Antonio (transetto sinistro)

Il transetto della chiesa vede nel lato sinistro, ai lati dei due monumenti funebri della seconda metà del XIV secolo a Carlo di Durazzo e Roberto d'Artois e Giovanna di Durazzo, è il Cappellone di Sant'Antonio. Maestosamente barocco nell'esecuzione di Cosimo Fanzago, compiuto nel 1638, e con apertura centrale ad arco a tutto sesto. La sontuosa cappella, dell'omonima arciconfraternita, secondo la tradizione fu creata già nel 1623, per volere del viceré di Napoli, al quale il santo sarebbe apparso in sogno. Nel cappellone trovano alloggio dipinti di Francesco Di Maria con il Redentore a sinistra e l'Assunta a destra, nonché due tele di Mattia Preti, Madonna col Bambino e sante francescane e Crocifisso adorato da San Francesco, entrambe risalenti al 1657; una grande pala di Pacecco De Rosa e Filippo Vitale, che rappresenta Sant'Antonio di Padova che intercede per Napoli, con una straordinaria veduta di Napoli a volo d'uccello, quest' ultima realizzata probabilmente da Didier Barra; al centro invece la tavola del 1438 di Leonardo da Besozzo del Sant'Antonio e angeli, la cui figura del santo fu rifatta da ignoto maestro sempre del XV secolo.
Nel transetto destro sono conservate diverse testimonianze pittoriche risalenti alle origini della chiesa. Cicli di affreschi trecenteschi di Montano d'Arezzo sono infatti visibili nelle parti superiori delle pareti laterali mentre diverse sono le sculture risalenti a questo secolo, come il Monumento funerario di Carlo di Durazzo, fatto giustiziare nel 1348 dal re Luigi d'Ungheria (l'iscrizione posta di fronte al sarcofago riporta per errore la data 1347), o ciò che resta del monumento a Ludovico Caracciolo, datato 1335. Al Cinquecento invece sono riconducibili i monumenti sepolcrali alla famiglia Cicinelli di Salvatore Caccavello, allievo e parente di Annibale Caccavello, un altorilievo di Giovanni da Nola con la Madonna col Bambino ed angeli, in origine posizionato nella parte alta dell'altare maggiore della stessa basilica, ed il sepolcro di Giovanni Antonio Pisanello di ignoto.

#### Abside, deambulatorio e cappelle radiali

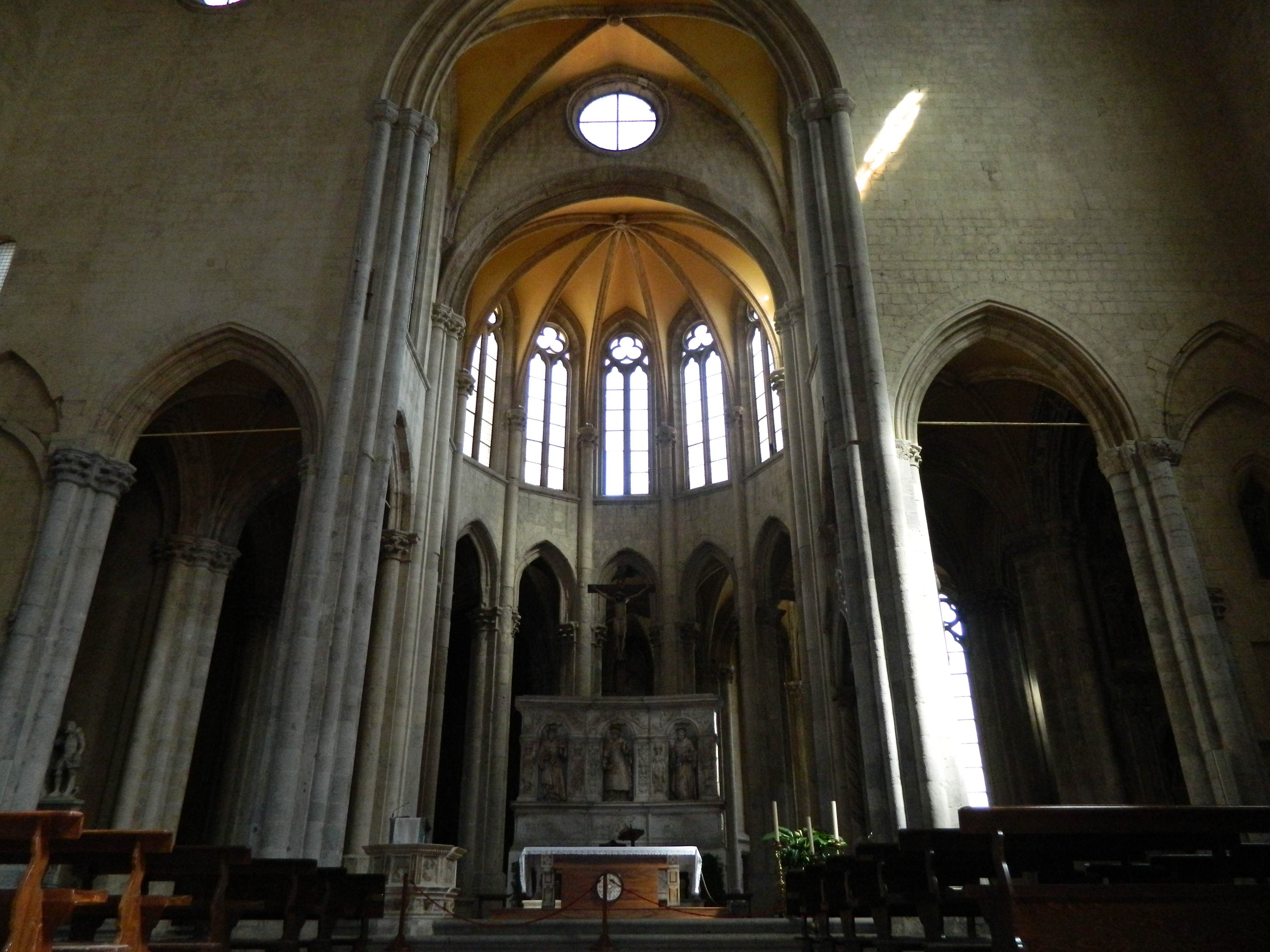
L'abside con deambulatorio ad archi in stile gotico francese

La zona absidale di fine XIII secolo è un esempio chiaro della profonda impronta che lascia il gotico francese sulla basilica, unicum architettonico in Italia, con un alto presbiterio a costoloni slanciato da dieci pilastri polistili che aprono arcate dietro le quali scorre il notevole deambulatorio a cappelle radiali, con volte a crociera costolonate su cui a loro volta si affacciano nove cappelle, quadrate le prime due alle estremità e poligonali le altre che ruotano alle spalle dell'abside. Non c'è unanimità fra i vari studiosi circa l'attribuzione di questa parte importante della basilica: secondo il Vasari l'autore sarebbe Nicola Pisano, per Gaetano Filangieri junior invece Arnolfo di Cambio, secondo altri, per alcune analogie costruttive stilistiche con la Chiesa di Santa Maria Donnaregina, l'attribuzione sarebbe da ascriversi proprio all'architetto francese che edificò quest'ultima, comunque ignoto.

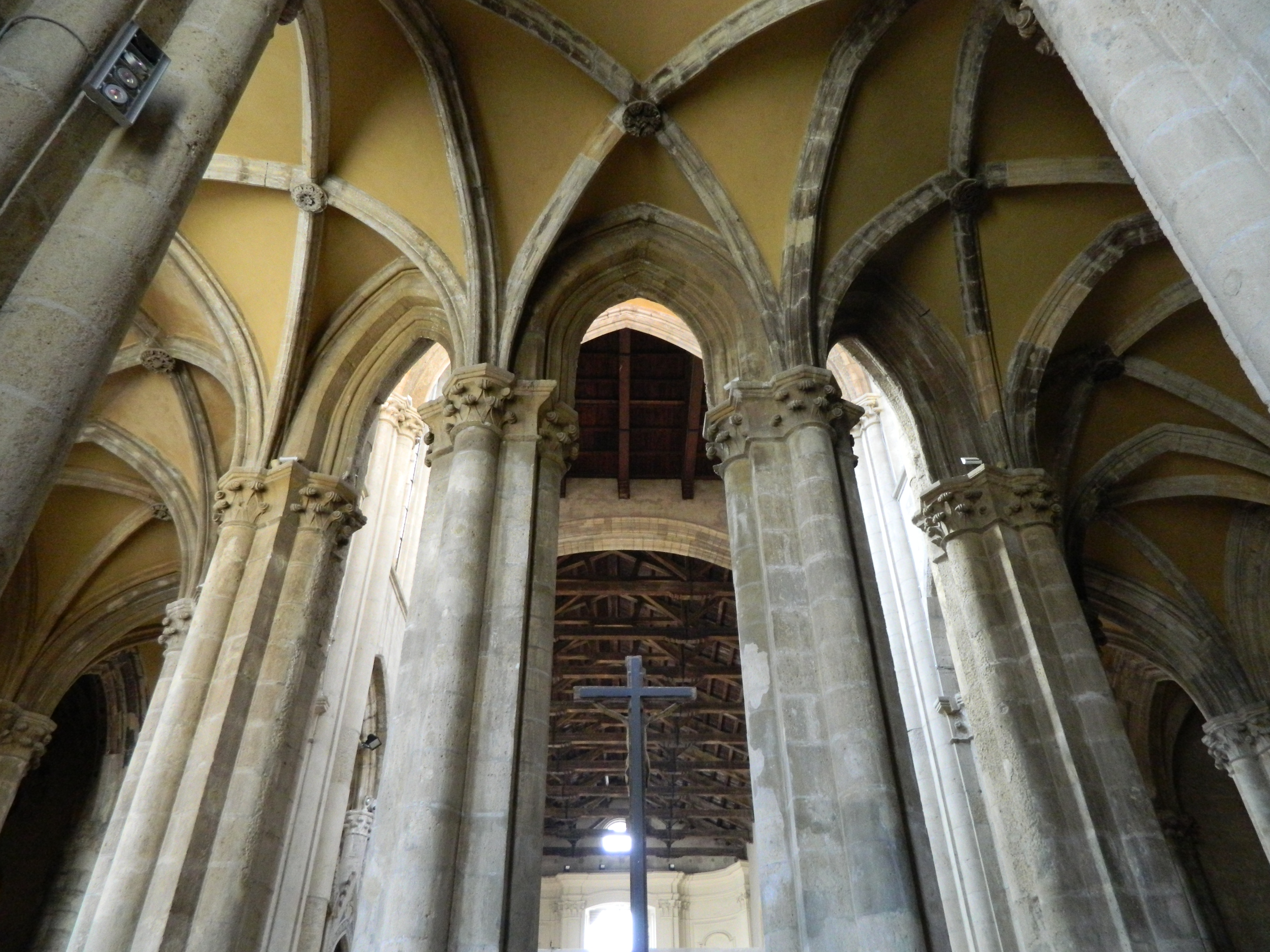
Particolare delle volte del deambulatorio dietro l'altare maggiore

L'altare maggiore, opera di epoca rinascimentale tra le più belle presenti a Napoli, è dello scultore napoletano Giovanni da Nola. Sono visibili nella parte superiore le statue dei santi Lorenzo, Antonio e Francesco, mentre sulla parete inferiore lo scultore raffigurò Il Martirio di san Lorenzo, San Francesco con il lupo di Gubbio e Sant'Antonio che parla ai pesci, in uno sfondo in cui è rappresentata la città napoletana com'era in epoca rinascimentale, il che rende l'opera di grande valore sia documentario che artistico.

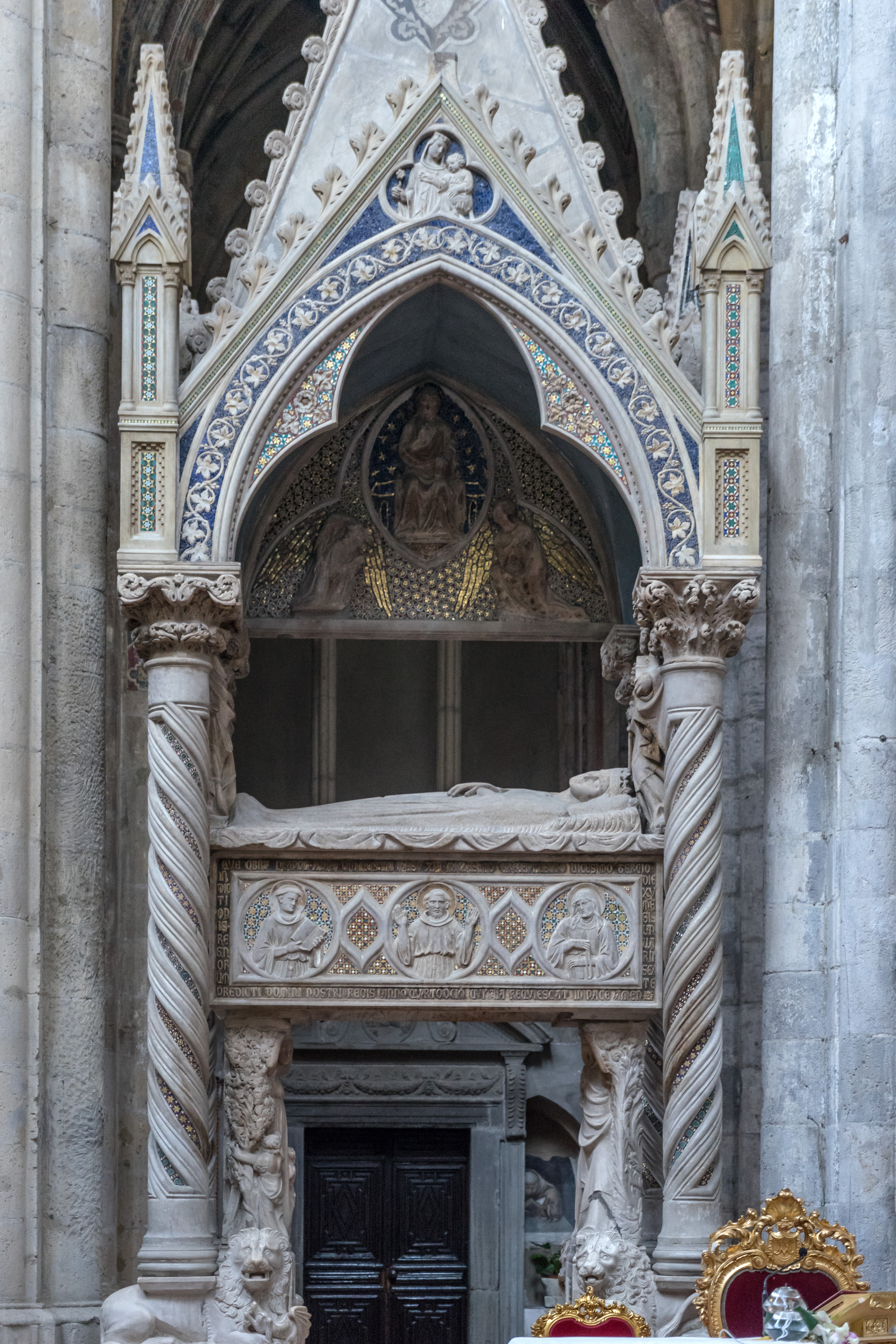
Tomba di Caterina d'Asburgo (duchessa di Calabria), XIV secolo

All'altezza della prima arcata sul lato destro, al lato dell'altare maggiore del da Nola, si trova il Sepolcro di Caterina d'Austria, prima moglie del duca Carlo di Calabria, figlio di re Roberto d'Angiò. L'opera scultorea è di fatto la prima opera napoletana di Tino di Camaino. Di fronte, nella prima cappella radiale a destra del deambulatorio sono presenti affreschi di ignoti giotteschi di fine Duecento-inizio Trecento con Storie della Maddalena; dalla cappella si accede alla cinquecentesca Sacrestia, con affreschi di Luigi Rodriguez che si collega a sua volta con la Sala Capitolare del convento. Continuando nel deambulatorio, le altre cappelle presentano pressoché tutte frammenti di monumenti sepolcrali e lastre tombali del XIV e XV secolo. Nella sesta cappella, dei Barrile, sono presenti lastre della famiglia e affreschi con Storie della Vergine databili intorno al secondo quarto del Trecento del Maestro di Giovanni Barrile. La nona cappella, quindi la prima del deambulatorio partendo da sinistra, presenta i monumenti funebri trecenteschi a Leone Folliero e Maria di Durazzo, figlia di Carlo morta nel 1371 a soli tre anni.

## Convento
Adiacente alla basilica è il convento: al suo interno il chiostro con il pozzo di Cosimo Fanzago e le sala capitolare e quella di Sisto V, entrambe con affreschi di Luigi Rodriguez.

## Scavi archeologici
L'area sottostante il convento vede gli scavi archeologici greco-romani datati intorno alla seconda metà del I secolo, quando in piazza san Gaetano sorgeva un tempo l'agorà greca prima, ed il foro romano poi. Mentre sul lato della Basilica di San Paolo Maggiore i sotterranei mettono in luce i resti dell'anfiteatro, quelli sul lato di san Lorenzo evidenziano l'area destinata al macellum: era dove aveva luogo quindi il mercato cittadino in epoca romana, le cui botteghe mostrano inoltre nei basamenti preesistenti strutture greche risalenti al IV secolo a.C.

## Museo dell'Opera
All'interno del convento è ospitato il Museo dell'Opera, che espone antichi costumi ed arredi del convento con le private collezioni pittoriche.